# Provincias Unidas de la Nueva Granada
Las Provincias Unidas de la Nueva Granada fue un país suramericano que existió entre el 27 de noviembre de 1811 hasta el 29 de junio de 1816, durante el periodo de la historia colombiana preliminar a la independencia definitiva. Estuvo conformado por las provincias que hicieron parte del territorio central del Virreinato de la Nueva Granada (es decir, aquellas que no pertenecían a la Capitanía General de Venezuela o a la Presidencia de Quito, las cuales conformaron sus propios autogobiernos en dicho periodo). La Real Audiencia de Panamá permaneció formando parte integrante del Imperio español hasta su incorporación a la Gran Colombia.
La forma del nuevo estado independiente fue una monarquía liberal que propuso como rey a Fernando VII de Borbón sujeto a la soberanía del pueblo y sometido a sus leyes. El sistema de gobierno de las Provincias Unidas fue una federación con un sistema parlamentario. El territorio secesionista volvió a control español en 1816, durante la campaña de reconquista liderada por Pablo Morillo, llamado El Pacificador, quien era un general y marino español que ganó por sus méritos de guerra los títulos  nobiliarios de primer Conde de Cartagena y primer marqués de la Puerta.

## Historia
El primer Congreso de las Provincias Unidas de la Nueva Granada se reunió en diciembre de 1810, pero debido a que sólo estaban presentes representantes de seis provincias (Antioquia, Cartagena, Casanare, Pamplona, Popayán y Tunja) no se pudo expedir constitución alguna para las provincias rebeldes.
El segundo Congreso se reunió el 27 de noviembre de 1811 en Tunja, en la cual las provincias de Antioquia, Cartagena, Neiva, Pamplona y Tunja suscribieron el Acta de la Federación de las Provincias Unidas de la Nueva Granada, cuyos ideólogos fueron Camilo Torres, Juan Nepomuceno Niño, José Joaquín Camacho y Miguel de Pombo. De corte federalista, promulgaba el respeto y reconocimiento de la autonomía y soberanía de las provincias, que se definieron como iguales e independientes, autónomas en el manejo de su administración y en el cobro de ciertas rentas; de igual manera cedían al Congreso las funciones militares para la defensa común, la imposición de rentas para la guerra y las relaciones internacionales. A estas ideas federalistas se oponían los centralistas, liderados por Antonio Nariño, quien promulgaba por un gobierno central fuerte en lugar de una alianza de provincias autónomas y débiles. Debido a estas discrepancias ideológicas, los representantes de las provincias de Santafé (autoproclamada Estado Libre de Cundinamarca por sus representantes) y del Chocó se negaron a firmar el Acta de la Federación.
Las provincias de Panamá y Veraguas en tanto, aunque fueron invitadas a participar a las Juntas de Quito, Santafé y Cartagena para adherirse a dichos movimientos independentistas, rechazaron los ofrecimientos y permanecieron del bando realista. De este modo se armaron en las provincias istmeñas dos expediciones militares destinadas a socorrer la causa realista en el sur de la Nueva Granada: la primera, de 400 hombres, marchó a Quito al mando del Coronel Juan de Andrete, y la segunda, de unos 200, la condujo el Sargento Mayor José de Fábrega por el Chocó hasta Barbacoas.
El gobierno de Cundinamarca era presedido por Jorge Tadeo Lozano hasta el 19 de septiembre de 1811, fecha en que agitadores y protestas lograron su retiro, se pidió el cargo de presidente para Antonio Nariño, quien convocó cambios a la constitución, se dio una reforma a la misma realizada por el Serenísimo Colegio Revisor y Electoral, desde el 23 de diciembre de 1811 hasta el 17 de abril de 1812. Se eligió a Camilo Torres Tenorio presidente del Congreso de las Provincias Unidas, además Antonio Nariño presidente de Cundinamarca trató de someter a la fuerza otras provincias, tuvo éxito inicialmente, sin embargo al tomar territorios de Tunja de Chiquinquirá y Muzo y anexarlos a Cundinamarca provocó una reacción del gobierno de Boyacá que retiró su apoyo y pasó al bando de Tunja, esto hizo que Nariño se motivara a imponer su dictadura, Nariño Marchó hacia Tunja pero no hubo combate, en su lugar una división de provincias para cada uno. Nariño convocó al Congreso en cabeza de Camilo Torres, el cual se instaló en Villa de Leyva desde el 4 de octubre hasta el 24 de noviembre de 1812, el Congreso le exigía a Nariño terminara con la dictadura y  se le sometiera, algo que no aceptó.
El creciente desacuerdo entre los gobiernos del Estado Libre de Cundinamarca, centralista, y el de las Provincias Unidas de la Nueva Granada, federalista, llevó a ambos bandos a un enfrentamiento armado que inició el 2 de diciembre de 1812, día que se llevó a cabo la primera batalla (Ventaquemada) de la guerra civil por la independencia definitiva. Nariño, líder de Cundinamarca, después de algunas derrotas ofreció una capitulación con algunas condiciones, pero los federalistas quisieron la rendición incondicional, por lo que se prolongó la guerra. Luego de la derrota de los centralistas en Ventaquemada, los federalistas avanzan hacia Santafé, pero son derrotados por Nariño el 9 de enero de 1813.
El 30 de mayo de 1813 terminó la guerra entre federalistas y centralistas al concluir los diálogos entre Cundinamarca y las Provincias Unidas de la Nueva Granada, representados, cada uno por dos delegados. Se ratificó entre ellos la voluntad de independizarse y unir fuerzas contra el enemigo común, que era el Consejo de Regencia peninsular. En este momento el coronel venezolano Simón Bolívar quien comandaba las tropas del gobierno de Cartagena, después del combate de la Batalla de Cúcuta el 28 de febrero de 1813, al asentarse en Cúcuta, escribía solicitando permiso y recursos al Congreso de las Provincias Unidas de la Nueva Granada y al gobierno de Cundinamarca, para desarrollar su campaña para liberar a la vecina Venezuela, la hoy conocida Campaña Admirable. El Congreso y Cundinamarca aportaron recursos y el congreso le dio el rango de brigadier del ejército de la unión a Bolívar y le dio el mando 800 tropas del ejército unión para su campaña. 
A mediados de 1813 tropas realistas de Quito a órdenes Toribio Montes y comandados por el coronel Juan de Sámano invadieron al sur de la Nueva Granada logrando tomar a Popayán y a Cali y amenazando el interior del país. Ante tal emergencia el Congreso Nacional  y el colegio electoral de Cundinamarca nombró a Antonio Nariño Comandante Supremo del ejército de la unión con tropas de Cundinamarca y de las Provincias Unidas para defender las provincias del sur. La Campaña comenzó a finales de 1813 y tuvo éxito inicialmente pero fracasó cuando a mediados de 1814 el ejército de la unión fue derrotado en la batalla de los ejidos de Pasto a las afueras de esa ciudad y el general Nariño fue capturado y enviado preso a España. 

### La anexión de Cundinamarca a la Unión
Ante tal emergencia con la derrota del ejército en el sur y caída de la segunda República Venezolana forzando a los patriotas venezolanos a refugiarse en la Nueva Granada nuevamente, el congreso intentó por diálogos que Cundinamarca hiciera parte de la unión, argumentado que la unidad era necesaria para la defensa nacional ante la amenaza realista que se presentaba. Estos diálogos fueron exitosos inicialmente y los delegados de Cundinamarca estaban de acuerdo con la propuesta pero el nuevo presidente del estado rechazó los acuerdos. Esto llevó que el congreso ordenara al General Bolívar, quien era comandante del ejército de la unión a que tomara a Bogotá por la fuerza.
El 12 de diciembre de 1814 el entonces General Simón Bolívar, al mando de tropas de las Provincias Unidas de la Nueva Granada, y tropas venezolanas que fueron absorbidas por el ejército de la unión, entró a Santafé. Bolívar prestó este servicio al gobierno federalista de Tunja, pues consideró que si Cundinamarca se unía a Tunja los patriotas granadinos se fortalecerían frente a los realistas, y también porque el gobierno de Tunja le ofreció renovar la ayuda que le permitiría intentar la liberación de Venezuela, su tierra natal luego del fracaso de la Segunda República de Venezuela.
Después de la toma de Santafé, y el congreso se trasladó a Santafé haciendo que esta ciudad fuera capital otra vez. En 1815 Bolívar se dirigió a la costa Caribe donde debía recibir armas y pertrechos de Cartagena para tomar Santa Marta y liberar a Venezuela. Sin embargo el gobierno patriota de Cartagena se negó a apoyarlo, razón por la cual Bolívar puso sitio durante mes y medio a la ciudad. Informado de la llegada del general Pablo Morillo a Venezuela, y atacado por los realistas en Santa Marta, Bolívar renunció al mando y se embarcó el 9 de mayo de 1815 para Jamaica, mientras los restos de su ejército se defendían del asedio de Morillo. El 26 de agosto de 1815 el Mariscal de Campo Pablo Morillo inició el sitio de Cartagena y con ello la Reconquista del territorio neogranadino, dando así fin al primer estado colombiano.

## Organización territorial
El territorio del país se dividió en las mismas provincias que firmaron el Acta de la Federación del 27 de noviembre de 1811, además de aquellas que de este año a 1814 se unieron a la causa federalista e independentista. Cada una de ellas se componía de uno o más cantones. Estas eran:
| Estado          | Capital               | Fecha de incorporación |
| --------------- | --------------------- | ---------------------- |
| Antioquia       | Santa Fe de Antioquia | 1811-1816              |
| Cartagena       | Cartagena de Indias   | 1811-1816              |
| Casanare        | Pore                  | 1813-1816              |
| Chocó           | Quibdó                | 1813-1816              |
| Cundinamarca    | Bogotá                | 1814-1816              |
| Mariquita       | Mariquita             | 1814-1816              |
| Neiva           | Neiva                 | 1811-1816              |
| Pamplona        | Pamplona              | 1811-1816              |
| Popayán         | Popayán               | 1814-1816              |
| Socorro         | Socorro               | 1812-1816              |
| Tunja           | Tunja                 | 1811-1816              |
| Valle del Cauca | Cali                  | 1811-1816              |

Los miembros fundadores fueron Antioquia, Cartagena, Neiva, Pamplona y Tunja.
Las provincias de Santa Marta y de Riohacha permanecieron fieles a la Corona española y dimitieron de unirse a la unión neogranadina. Igualmente se dieron distintos cambios de gobierno que alteraron la corriente de poder en cada una de las Provincias de la Nueva Granada (como los ocurridos en Popayán o en Pamplona).
El estado comprendía también algunos territorios ubicados en las periferias del país:
- Costa de Mosquitos: Comprende la costa oriental de Honduras, Nicaragua y Costa Rica, originalmente adscrito a la Capitanía General de Guatemala sufrió con frecuencia ataques de los piratas. A raíz de la guerra anglo-española de 1739 («Guerra del Asiento»), los ingleses impusieron en 1749 un protectorado allí en alianza con los indígenas. Como consecuencia de la guerra anglo-española de 1779, los ingleses aceptaron retirarse en 1786. Desde esta fecha correspondió al Virreinato de Nueva Granada hacer cumplir la salida de los ingleses y vigilancia naval de la costa. Finalmente por Real Cédula del 20 de noviembre de 1803 se transfirió su dominio al Virreinato de Nueva Granada, en particular dependiendo de la provincia de Cartagena.
- Archipiélago de San Andrés y Providencia: También pasó a formar parte de la Nueva Granada a través de la misma Real Cédula de 1803. También dependía de la provincia de Cartagena.

La capital de las Provincias Unidas de la Nueva Granada tuvo varios traslados: Ibagué fue la capital entre el 27 de noviembre de 1811 y el 3 de octubre de 1812; Villa de Leyva entre el 4 de octubre y el 26 de noviembre de 1812; Tunja entre el 26 de noviembre de 1812 al 22 de enero de 1815, y Bogotá entre el 23 de enero de 1815 hasta el 26 de mayo de 1816, fecha en la que entra el Pacificador Pablo Morillo a la ciudad.